# 串本警察署

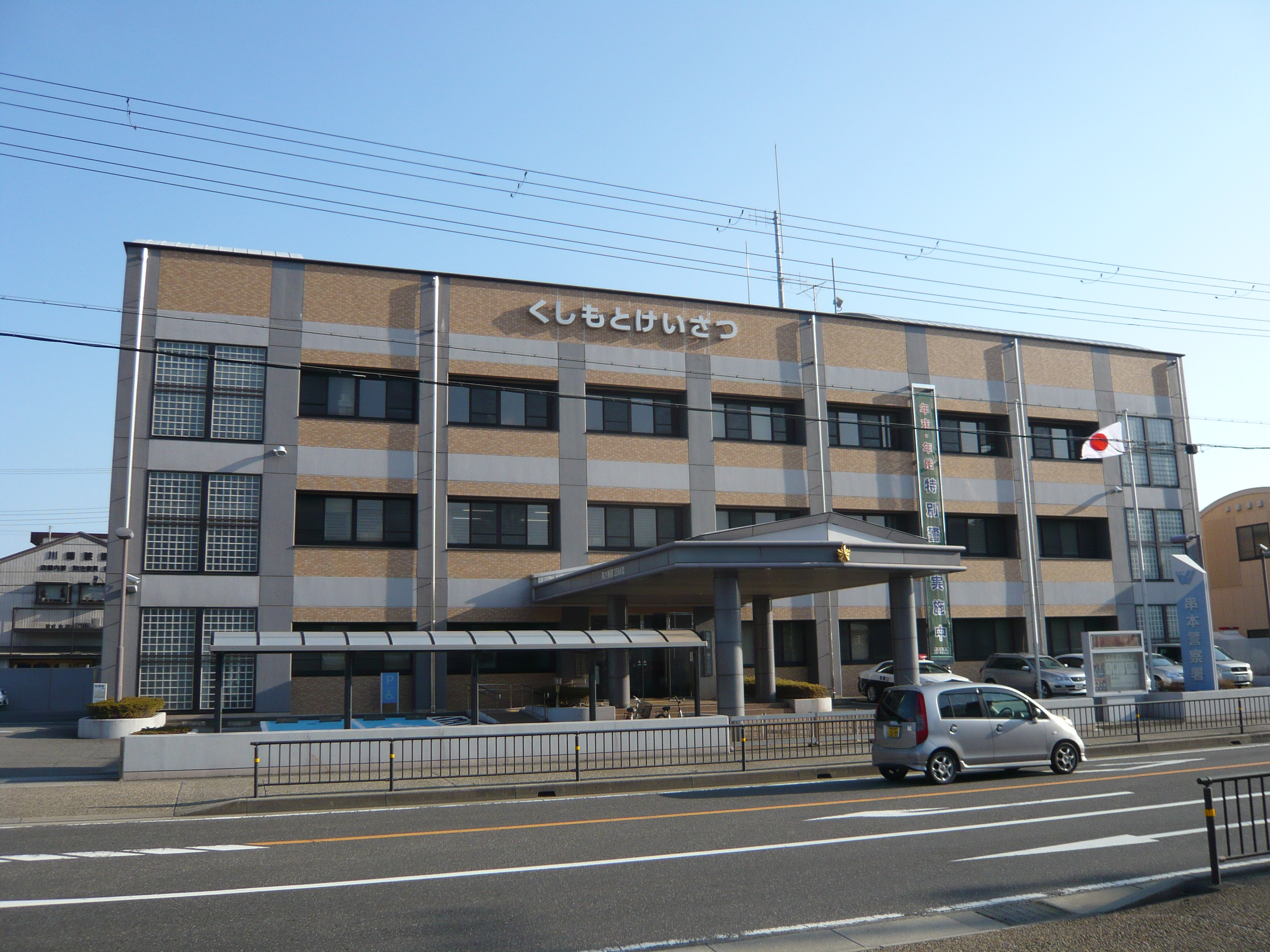
串本警察署

串本警察署（くしもとけいさつしょ）は、かつて存在した和歌山県警察が管轄していた警察署の一つである。
識別章所属表示はWK（かつらぎ署、和歌山北署、海南署も同様）であった。庁舎は現在新宮警察署串本分庁舎として利用されている。

## 所在地
- 〒649-3503 和歌山県東牟婁郡串本町串本2114

## 管轄区域
- 東牟婁郡串本町、古座川町
- 西牟婁郡すさみ町

## 沿革
- 2005年4月1日：旧・西牟婁郡串本町と東牟婁郡古座町が合併し、新・東牟婁郡串本町となったため、管轄区域市町村数が、4町から3町になった。
- 2021年4月1日：「警察署の名称、位置及び管轄区域に関する条例」の一部を改正する条例により新宮警察署に併合され、庁舎は新宮警察署串本分庁舎となった。

## 交番・警察官駐在所
（ ）の中は所在地
- すさみ幹部交番（すさみ町周参見）
- 古座交番（串本町西向）
- 潮岬警察官駐在所（串本町潮岬）
- 田並警察官駐在所（串本町田並）
- 和深警察官駐在所（串本町和深）
- 大島警察官駐在所（串本町大島）
- 高池警察官駐在所（古座川町高池）
- 佐田警察官駐在所（古座川町佐田）
- 江住警察官駐在所（すさみ町江住）